# Souveränitätsbewegung in Québec

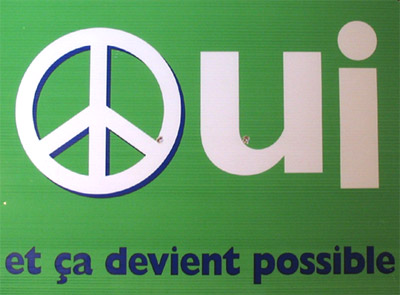
Ein Plakat, mit dem während des Referendums von 1995 für die Souveränität von Québec geworben wurde.

Die Souveränitätsbewegung in Québec (französisch: Mouvement souverainiste du Québec) ist eine politische Bewegung, deren Ziel es ist, die Sezession Québecs von Kanada voranzutreiben und Unabhängigkeit in allen Angelegenheiten zu erlangen, die mit den auf dem Territorium Québecs geltenden Bestimmungen der öffentlichen Ordnung zusammenhängen. Die Souveränisten fordern, dass die Bevölkerung von Québec von ihrem völkerrechtlich anerkannten Selbstbestimmungsrecht Gebrauch macht – ein Grundsatz, der die Möglichkeit einschließt, zwischen der Integration in einen Drittstaat, der politischen Assoziierung mit einem anderen Staat oder der vollständigen Unabhängigkeit zu wählen. Langfristig soll die Bevölkerung Québecs kollektiv und mit demokratischen Mitteln einen souveränen Staat mitsamt eigener Verfassung entwickeln.
Die Souveränisten in Québec vertreten die Ansicht, dass die Nation Québec mit einem solchen souveränen Staat besser in der Lage wäre, ihre wirtschaftliche, soziale, ökologische und kulturelle Entwicklung zu fördern. Die Bewegung stützt sich dabei maßgeblich auf den Québecer Nationalismus.

## Überblick
Das Ziel der Bewegung ist es, Québec zu einem unabhängigen Staat zu machen. In der Praxis werden ihre Anhänger mit den Begriffen „Unabhängige“, „Souveränisten“ und „Separatisten“ bezeichnet, wobei der letztgenannte Begriff von den Betroffenen als pejorativ empfunden wird, da sie die Souveränität nicht gegen Kanada, sondern für Québec unterstützen würden. In den meisten politischen Reden des kanadischen Premierministers Justin Trudeau wird der Begriff „Souveränist“ auf Französisch verwendet (souverainistes), um Äußerungen über die québecische Wählerschaft zu mildern. Im Englischen ist der Begriff separatist prominenter vertreten, um die negative Dimension des Projekts hervorzuheben. Hingegen werden im deutschsprachigen Sprachraum die drei benannten Begriffe meist synonym verwendet.
Das Konzept eines souveränen Québecs basiert auf einer nationalistischen Vision und Interpretation historischer Fakten und soziologischer Realitäten, durch die die Existenz eines eigenen québécois-Volkes und einer québecischen Nation belegt werden soll. Am 27. November 2006 nahm das kanadische Unterhaus mit 266 zu 16 Stimmen einen Antrag an, in dem anerkannt wird, dass „die Quebécois eine Nation in einem vereinten Kanada bilden.“ Am 30. November nahm die Nationalversammlung von Québec einstimmig einen Antrag an, der den „positiven Charakter“ des von Ottawa angenommenen Antrags anerkennt und erklärt, dass dieser „die unveräußerlichen Rechte, die verfassungsmäßigen Befugnisse und die Privilegien der Nationalversammlung und der Nation Québec“ nicht schmälert.
Die Souveränisten sind der Ansicht, dass das natürliche Endergebnis der Entwicklung des québecischen Volkes die Erlangung der politischen Unabhängigkeit ist. Diese sei nur dann möglich, wenn Québec ein souveräner Staat wird und seine Bewohner sich nicht nur durch unabhängige demokratische Institutionen selbst verwalten, sondern auch frei sind, ohne Beteiligung der kanadischen Bundesregierung Außenbeziehungen zu knüpfen und internationale Verträge zu schließen.
Durch den Parlamentarismus Kanadas haben die Québecer derzeit eine gewisse demokratische Kontrolle über den Staat Québec (État québécois). Innerhalb der kanadischen Föderation, wie sie derzeit besteht, verfügt Québec jedoch nicht über alle verfassungsmäßigen Befugnisse, die es ihm erlauben würden, als echte nationale Regierung zu handeln. Außerdem stehen die Politik Québecs und die der Bundesregierung häufig im Widerspruch zueinander. Bisher sind verschiedene Versuche, das kanadische föderale System zu reformieren, gescheitert, da die souveränistischen Eliten Québecs und die föderalistischen Eliten Rest-Kanadas gegensätzliche Interessen haben. So sind etwa zwei geplante umfassende Ergänzungen der kanadischen Verfassung gescheitert – der Meech Lake Accord und der Charlottetown Accord.
Obwohl es sich um eine politische Bewegung handelt, liegen dem Wunsch nach Emanzipation der québecer Bevölkerung auch kulturelle und soziale Anliegen zugrunde, die wesentlich älter sind als die souveränistische Bewegung oder gar die nationale Identität der Québecer. Eines der wichtigsten kulturellen Argumente der Souveränisten ist, dass die Québecer bei einer Unabhängigkeit Québecs eine nationale Staatsbürgerschaft hätten, was das Problem der kulturellen Identität der Québecois im nordamerikanischen Kontext lösen würde. Ebenso glauben die Souveränisten, dass die Kultur der Quebécois und ihr „kollektives Gedächtnis“ durch die Schaffung eines unabhängigen Québec angemessen geschützt werden, insbesondere gegen die kulturelle Aneignung durch andere Nationen; als Beispiel wird dabei häufig die Änderung der kanadischen Nationalhymne (O Canada) genannt, die ursprünglich ein französisch-kanadisches patriotisches Lied war, das von der anglophonen Mehrheit Kanadas übernommen wurde. Ein unabhängiges Québec würde auch die französische Sprache in Québec angemessen schützen; Französisch ist die Sprache der Mehrheit in Québec, aber da der Rest Kanadas Englisch spricht, sei Französisch imminent bedroht.

## Kontext

### Hintergrund

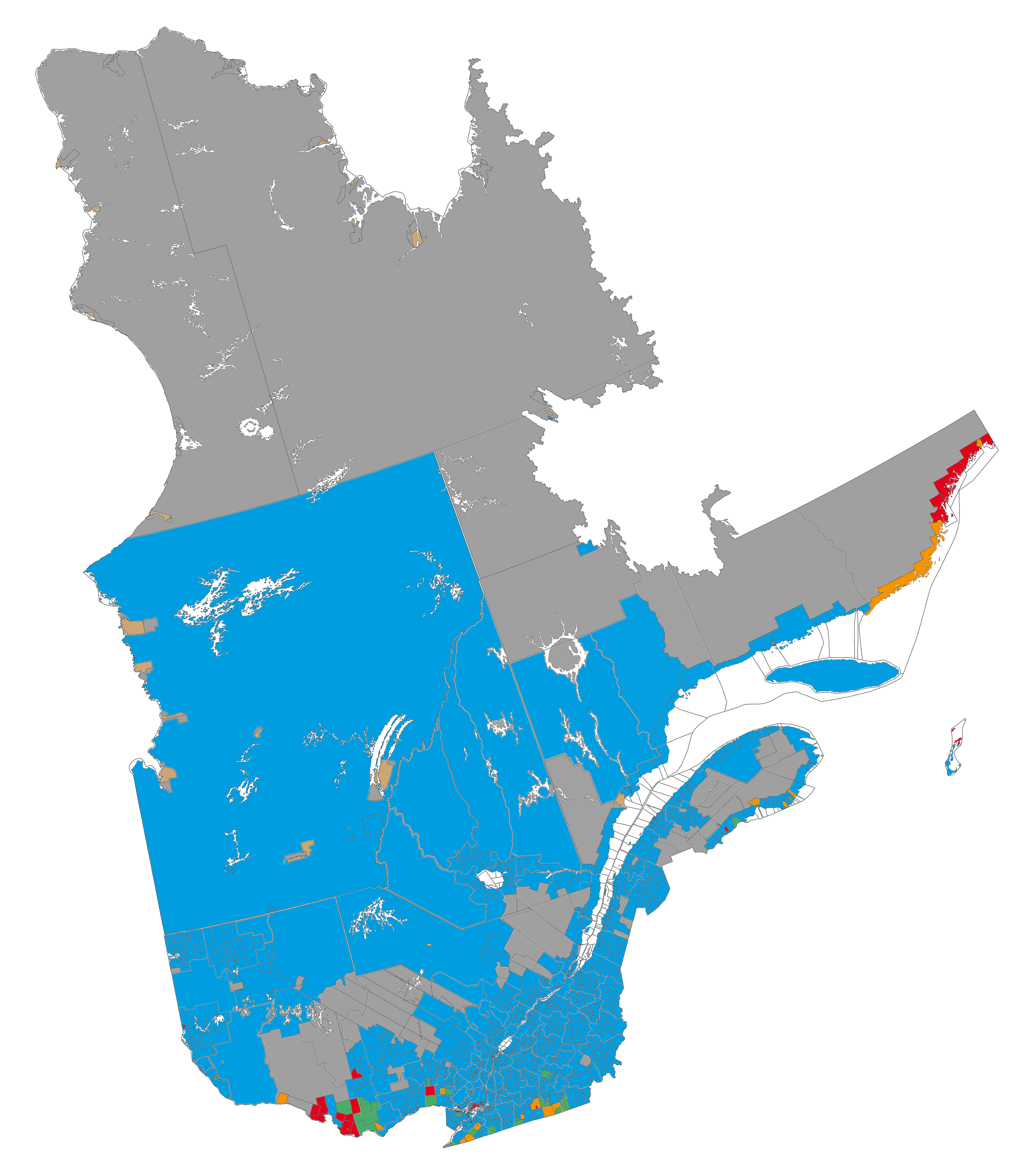
Linguistische Karte von Québec.
Große frankophone Mehrheit
Kleine frankophone Mehrheit
Kleine anglophone Mehrheit
Große anglophone Mehrheit
Indigene Sprachmehrheit

Nach der Eroberung Neufrankreichs durch das Königreich Großbritannien im Jahr 1760 waren die Spannungen zwischen der frankophonen, katholischen Bevölkerung Québecs und der überwiegend anglophonen, protestantischen Bevölkerung des übrigen Kanadas ein zentrales Thema der kanadischen Geschichte und prägten die frühen territorialen und kulturellen Spaltungen des Landes, die bis heute andauern. Die Befürworter einer Souveränität für Québec sind der Ansicht, dass die derzeitigen Beziehungen zwischen Québec und dem übrigen Kanada nicht den besten sozialen, politischen und wirtschaftlichen Entwicklungsinteressen Québecs entsprechen. Darüber hinaus würde Quebec ohne die angemessene Anerkennung seiner kulturellen Eigenheiten zugunsten der englischsprachigen Mehrheit chronisch benachteiligt werden.
Es stelle sich auch die Frage, ob die französische Sprache innerhalb der geografischen Grenzen von Québec überleben kann. Die Souveränisten lehnen das föderale System in Kanada überwiegend als unzureichend ab, um den Bedürfnissen der französischsprachigen Mehrheit in Québec gerecht wird. Durch eine völlige politische Unabhängigkeit könne eine neue Gesetzgebung und ein neues Regierungssystem die zukünftige Entwicklung der modernen québécois-Kultur am besten sichern. Darüber hinaus gibt es weitreichende Debatten über die Verteidigung, die Währungspolitik, den internationalen Handel und die Außenbeziehungen, denen in einem unabhängigen Québec adäquater begegnet werden könnte. Über die Frage, ob ein „reformierter Föderalismus“, der der québecischen Nation politische Anerkennung verleihen würde, ausreichen würde, um die historischen Ungleichheiten zwischen diesen kulturellen „Nationen“ auszugleichen sowie ein kohärenteres und egalitäres Kanada zu schaffen, herrscht Uneinigkeit in der Bewegung.
Mehrere Versuche, das föderale System in Kanada zu reformieren, sind bisher gescheitert, vor allem wegen der gegensätzlichen Interessen der Vertreter Québecs und der Vertreter der anderen Provinzregierungen. Jedoch sind nicht alle Missversuche auf die Uneinigkeit zwischen Souveränisten und Föderalisten zurückzuführen, sondern auch auf den Widerstand anderer Minderheiten Kanadas. So konnte etwa Elijah Harper, Vertreter der Ureinwohner Manitobas, die Ratifizierung der Verfassungsreform Meech Lake Accord mit dem Argument verhindern, dass diese die Interessen der kanadischen Ureinwohner nicht berücksichtige.

### Politik in der Gegenwart

Logo der OUI-Community während des Referendums 1980.

Die Unterstützung der Souveränitätsbewegung in Québec hat auch in den jüngeren politischen Ereignissen nicht abgenommen. Zur zeitlichen Zäsur werden überwiegend die anfänglichen Bemühungen von René Lévesque genutzt, der die Unabhängigkeitsfrage durch Gründung der Parti Québécois im Jahr 1968 wieder in den Fokus der Gesellschaft brachte. Andere Stimmen verweisen darauf, dass die gegenwärtige Bewegung ihre Ursprünge in einer Periode hat, die als Stille Revolution bezeichnet wird.
Lévesque, Initiator des ersten Unabhängigkeitsreferendums von 1980, erklärte sich nach dessen Scheitern bereit, statt einer völligen Unabhängigkeit auf eine Veränderung der kanadischen Rahmenbedingungen hinzuarbeiten. Dieser Ansatz wurde als le beau risque (dt.: „das schöne Risiko“) bezeichnet und führte dazu, dass mehrere radikaler eingestellte Minister der Lévesque-Regierung aus Protest zurücktraten.
Für den Misserfolg von Lévesques Kampagne werden mehrere Faktoren angeführt: Die Wirtschaft Québecs litt nach der Wahl seiner Partei, der Parti Québécois, messbar, der kanadische Dollar verlor einen Großteil seines Wertes und das Referendum mitsamt der dadurch verursachten politischen Instabilität wird immer wieder als Grund für den Rückgang angeführt. Ebenso vertraute ein großer Teil der québecschen Bevölkerung auf die Versprechungen des damaligen Premierministers Pierre Trudeau, nach der es bei Ablehnung des Referendums zu einer Verfassungsreform kommen sollte, durch die der Konflikt zwischen Québec und der Bundesregierung endgültig geklärt werde.
Nur wenige Jahre nach dem Scheitern des Referendums gewann die Souveränitätsbewegung in Québec an Popularität. Als ursächlich dafür werden unter anderem die benannten Versprechungen Trudeaus gesehen, die weder auf dem Papier noch im Grundsatz eingehalten wurden. Derweil wird insbesondere ein bestimmtes Ereignis vom 25. November 1981, von Anhängern der Bewegung als „Nacht der langen Messer“ bezeichnet (Nuit des Longs Couteaux, benannt nach der gleichnamigen Mordserie in Auftrag Adolf Hitlers an dessen potentiellen Konkurrenten), als Katalysator des Auftriebs der Souveränitätsbewegung in den 1980er Jahren gesehen. Bei diesem handelte es sich um eine „Hinterzimmer-Vereinbarung“ zwischen Trudeau (als Vertreter der Bundesregierung) und allen anderen Provinzen mit Ausnahme von Québec, in der sich über eine Verfassungsänderung geeinigt wurde, die – nach Ansicht eines Großteils der québecscher Bevölkerung – gegen das Bestreben Lévesques gerichtet war.
Ungeachtet der Weigerung der Québec-Regierung, dem Verfassungsgesetz von 1982, durch welches Verfassungsänderungen zukünftig nicht mehr vom britischen Parlament genehmigt werden mussten, wegen der gebrochenen Versprechen nicht zuzustimmen, trat die Änderung in Kraft. Bis heute wird es als „historische politische Wunde“ angesehen und von einem großen Teil des Bevölkerung als illegitim angesehen:

„Ich bin zu dem Schluss gekommen, dass sich die Quebécois selbst in den Momenten ihres größten Misstrauens nie vorstellen konnten, dass der Pakt von 1867 jemals ohne ihre Zustimmung geändert werden könnte. Daher hatten sie 1982 den Eindruck eines Vertrauensbruchs, einer Verletzung der Integrität des nationalen Bündnisses. Die Nachkommen von George-Étienne Cartier hatten dies von den Nachkommen von John A. Macdonald nicht erwartet. In Québec als Betrug empfunden, hat die Rückführung von 1982 eine Zeitbombe in die politische Dynamik dieses Landes gelegt.“

Das Scheitern des Meech Lake Accord – ein weiterer gescheiterter Versuch, die oben genannten Probleme zu lösen – bestärkte die meisten souveränistischen Politiker in ihrer Überzeugung. Im Gegenzug veranlasste es viele föderalistische Politiker, ihre Hoffnung auf eine föderale Verfassungsreform zugunsten Québecs aufzugeben.
Für die Mehrheit der Politiker in Québec, sowohl Souveränisten als auch Föderalisten, gilt das Problem des politischen Status von Québec bis heute als ungelöst. Obwohl die Unabhängigkeit eine politische Frage ist, liegen dem Wunsch nach Unabhängigkeit auch kulturelle Belange zugrunde. Das zentrale kulturelle Argument der Souveränisten lautet, dass nur die Souveränität das Überleben der französischen Sprache in Nordamerika angemessen sichern kann. Auch wäre es nur so ermöglicht, den Québecern ihre Nationalität zu etablieren, ihre kulturelle Identität zu bewahren und ihr kollektives Gedächtnis am Leben zu erhalten:

„Zur gleichen Zeit brachte eine brutale Geste der Legislative von Saskatchewan die ersten Sprachkrisen vor meine Haustür. Die Legislative hob überstürzt das einzige Gesetz auf, das der französischen Bevölkerung sprachliche Rechte garantiert. Damit rächte sie sich für ein kürzlich ergangenes Urteil des Obersten Gerichtshofs, wonach das Gesetz vorschreibt, alle Gesetze der Provinz müssten in französischer Sprache verfügbar sein. Um aber nicht alle Gesetze übersetzen zu müssen, beantragte die Regierung von Grant Devine die Aufhebung des Gesetzes. Die französische Gemeinschaft reagierte entrüstet und forderte ein Eingreifen des Bundes.“

### Rechtliche Probleme
Jeremy Webber, Verfassungsrechts-Professor der University of Victoria und Robert Andrew Young, Professor der Politikwissenschaften an der University of Oxford vertraten die Ansicht, dass eine einseitige Abspaltung Québecs von Kanada nicht umsetzbar sei. Für diese müsse das in der Verfassung explizit vorgesehene Amt des Gouverneursleutnants von Québec als autoritäre Vertretung der Provinz abgeschafft oder umgewandelt werden; eine solche Änderung der kanadischen Verfassung könne gemäß Abschnitt 41 des Verfassungsgesetz von 1982 nicht ohne die Zustimmung des Bundesparlaments und aller anderen Provinzparlamente in Kanada erreicht werden. José Woehrling, Professor für kanadisches Verfassungsrecht an der Universität Montreal, widersprach der Ansicht.

## Geschichte

### Ursprünge
Souveränität und Souveränismus im Kontext Québecs sind Begriffe, die während der stillen Revolution in den 1960er Jahren entstanden. Der Autonomiewunsch der Québecer reicht jedoch viel weiter zurück.
Der frankophone Nationalismus in Amerika geht auf das Jahr 1534 zurück, als Jacques Cartier im Gaspésie-Distrikt Mi'kma'ki landete und Kanada für Frankreich beanspruchte. Im Jahr 1608, dem Jahr von Québecs Gründung durch Samuel de Champlain, wurde die erste dauerhafte Siedlung für französische Kolonisten und ihre Nachkommen in Neufrankreich errichtet. Unmittelbar nach der Eroberung Neufrankreichs durch die Briten im Jahr 1760 begann die Canadien-Bewegung, die von 1760 bis ins späte 18. Jahrhundert andauerte und darauf abzielte, die Rechte der Canadiens wiederherzustellen, die ihnen die Engländer mit der königlichen Proklamation von 1763 entzogen hatten. In dieser Zeit betrachteten die Kanadier Kanada als ihre eigene Nation, die in Neufrankreich gegründet worden war und nun von den Engländern überrannt wurde. Für sie waren die einzigen authentischen Kanadier die Nachkommen der französischen Siedler von Neufrankreich; nicht jedoch die Engländer, die nach Kanada eingedrungen waren. Diese Periode wurde kurz durch den Quebec Act von 1774 unterbrochen, der den Kanadiern zwar gewisse Rechte einräumte, sie aber nicht langfristig zufriedenstellte. Verschärft wurde der Konflikt durch das Verfassungsgesetz von 1791, der das britische Rechtssystem einführte und große Teile Kanadas an die Vereinigten Staaten abtrat.
Die Patriotenbewegung dauerte vom Beginn des 19. Jahrhunderts bis zu ihrer Niederlage in der Schlacht von Saint-Eustache (1838) an. Sie begann mit der Gründung der Parti Canadien durch die französischen Kanadier und zeichnete sich durch ihren notorischen Widerstand gegen die Politik der britischen Conservative Party aus:

„Die perfiden Pläne der britischen Behörden haben alle Bande der Sympathie mit einem Mutterland [Frankreich] zerrissen, das sich als unsensibel erweist. Es hat eine Trennung zwischen Parteien begonnen, deren Vereinigung nie wieder zu kitten sein wird, die aber mit zunehmender Heftigkeit weitergehen wird, bis ein unerwartetes und unvorhergesehenes Ereignis, wie es sich uns im Laufe der gegenwärtigen Zeit von Zeit zu Zeit bietet, uns eine günstige Gelegenheit verschafft, unseren Platz unter den unabhängigen Souveränitäten Amerikas einzunehmen. Wir haben zwei große Gelegenheiten verpasst [den amerikanischen Unabhängigkeitskrieg und den Britisch-Amerikanischen Krieg]: lasst uns alle auf eine dritte vorbereitet sein"“

La Survivance heißt die Periode, die nach der Niederlage der Patrioten in den Aufständen von 1837 bis 1838 beginnt und bis zur Stillen Revolution andauert. Es geht um die „Überlebensstrategien“ der frankokanadischen Nation und der ultramontanen katholischen Kirche nach dem Erlass des Unionsgesetzes von 1840, das die kulturelle und sprachliche Assimilation der Frankokanadier an die britische Kultur erzwingen sollte. Neben der „Rache der Wiege“ (La Revanche des berceaux – das Konzept einen demografischen Wandel durch hohe Geburtenraten zu bekämpfen) wurde angesichts der Masseneinwanderung britischer Einwanderer ein phlegmatischer Charakter angenommen. Einige Frankokanadier verließen Québec in dieser Zeit auf der Suche nach einem sicheren Arbeitsplatz und dem Schutz ihrer Kultur. Dieses Phänomen, besser bekannt unter dem Namen „Grande Hémorragie“, ist der Ursprung der québecischen Diaspora, unter anderem in Neuengland und im nordöstlichen Ontario. Sie führte zur Gründung dauerhafter Widerstandsbewegungen an diesen neuen Standorten. Gruppen von Nationalisten außerhalb Québecs setzen sich seitdem für die kulturelle Identität Québecs ein. Die Machtübernahme durch Louis-Alexandre Taschereau im Jahr 1920 führte zu einem Umbruch in der frankokanadischen Gesellschaft, der sich über einen Großteil der Zwischenkriegszeit erstreckte. Die Auseinandersetzungen und die unterschiedlichen politischen Meinungen führten zum Aufkommen eines neuen Nationalismus, des so genannten „Klerikal-Nationalismus“, der von Maurice Duplessis und der Partei Union Nationale von 1944 bis 1959 gefördert wurde.
Während der stillen Revolution der 1960er bis 1980er Jahre nahm die moderne québecoisische souveränistische Bewegung mit René Lévesque als einer ihrer bekanntesten Figuren ihren Anfang.

### Popularisierung
Die Stille Revolution in Québec brachte in den 1960er Jahren weitreichende Veränderungen mit sich. Unter anderem begann die Unterstützung für ein unabhängiges Québec zu wachsen. Die erste Organisation, die sich offen für die Unabhängigkeit von Québec einsetzte, war die von Raymond Barbeau am 25. Januar 1957 gegründete Alliance Laurentienne.
Am 10. September 1960 wurde das Rassemblement pour l'Indépendance Nationale (RIN) gegründet, dessen Vorsitzender Pierre Bourgault wurde. Am 9. August desselben Jahres folgte mit der Socialiste pour l'indépendance du Québec (ASIQ) durch Raoul Roy eine weitere Splittergruppe gegründet. Das Projekt „Unabhängigkeit + Sozialismus“ der ASIQ gilt als Vorbild für die politischen Ideen der linksextremen Front de libération du Québec (FLQ).
Am 31. Oktober 1962 wurden das Comité de libération nationale und im November desselben Jahres das Réseau de résistance gegründet. Diese beiden Gruppen wurden von RIN-Mitgliedern gegründet, um gewaltfreie, aber illegale Aktionen wie Vandalismus und zivilen Ungehorsam zu organisieren. Kurz nach den Unterhauswahlen in Québec am 14. November 1962 gründete das RIN-Mitglied Marcel Chaput die kurzlebige Parti républicain du Québec.
Die extremsten Mitglieder dieser Gruppen schlossen sich im Februar 1963 zur Front de libération du Québec (FLQ) zusammen, die im Gegensatz zu den anderen Gruppen planten, die Unabhängigkeit Québecs mit extremistischer Gewalt durchzusetzen. Das erste Führungspersonal bestand aus drei ehemaligen Mitgliedern der Réseau de résistance, namentlich Georges Schoeters, Raymond Villeneuve und Gabriel Hudon.
1964 wurde die RIN zu einer politischen Partei auf Provinzebene. Im Jahr 1965 folgte mit der konservativeren Ralliement national (RN) eine weitere Partei. Die politische Legitimität der souveränistischen Gruppierungen wurde durch die Gründung der Generalstände von Französisch-Kanada untermauert, deren selbsterklärtes Ziel es war, das französisch-kanadische Volk über seine verfassungsmäßige Zukunft zu befragen.
Der historische Kontext dieser Zeit war einer, in der zahlreiche ehemalige europäische Kolonien, wie Kamerun, Kongo, Senegal, Algerien und Jamaika, unabhängig wurden. Einige Befürworter der Unabhängigkeit Québecs sahen die Situation Québecs in einem ähnlichen Licht; durch die Verbreitung verschiedener Schriften linker Aktivisten wie Frantz Fanon, Albert Memmi und Karl Marx fanden die Ideen zunehmend auch bei der intellektuellen Elite Anklang.
Im Juni 1967 rief der französische Staatspräsident Charles de Gaulle, der kurz zuvor Algerien die Unabhängigkeit gewährt hatte, während eines Staatsbesuchs in Kanada in einer Rede vom Balkon des Montreal-Rathauses „Vive le Québec libre!“ Die Bundesregierung zeigte sich darüber empört und englische Kanadier unterstellten ihm, dass er die Opfer der kanadischen Soldaten, die in zwei Weltkriegen auf den Schlachtfeldern Frankreichs gefallen waren, verhöhnte. Der Besuch wurde frühzeitig abgebrochen und de Gaulle verließ das Land. Erstmals wurde die Unabhängigkeitsidee auch bei der politischen Rechten salonfähig.
Im Oktober 1967 schließlich verließ der ehemalige liberale Kabinettsminister René Lévesque seine Partei, als diese ablehnte, auf einem Parteitag über Québecs Souveränität zu diskutieren. Lévesque gründete die Mouvement souveraineté-association und machte sich daran, die für die Souveränität eintretenden Kräfte zu vereinen. Dieses Ziel erreichte er im Oktober 1968, als die MSA ihren einzigen nationalen Kongress in der Stadt Québec abhielt. Die RN und die MSA einigten sich auf einen Zusammenschluss zur Parti Québécois (PQ) und noch im selben Monat löste Pierre Bourgault, Vorsitzender der RIN, seine Partei auf und lud ihre Mitglieder ein, der PQ beizutreten.
In der Zwischenzeit verstärkte die FLQ 1969 ihre Gewaltkampagne, die in der so genannten Oktoberkrise gipfelte. Die FLQ übernahm die Verantwortung für den Bombenanschlag auf die Börse von Montreal und entführte 1970 den britischen Handelskommissar James Richard Cross sowie den québecer Arbeitsminister Pierre Laporte, der später ermordet aufgefunden wurde.

### Frühe Jahre derParti Québécois
Jacques Parizeau trat der Partei am 19. September 1969 bei, gefolgt von Jérôme Proulx von der Union Nationale am 11. November desselben Jahres.
Bei den Provinzwahlen 1970 errang die PQ ihre ersten sieben Sitze in der Nationalversammlung. René Lévesque unterlag in Mont-Royal dem Liberalen André Marchand.

### Das Québec-Referendum von 1980

#### Wahlsieg der Parti Québécois (1976)
Bei den Wahlen 1976 errang die PQ 71 Sitze und damit die Mehrheit in der Nationalversammlung. Bei einer hohen Wahlbeteiligung stimmten 41,4 % der Wähler für die PQ.
Am 26. August 1977 verabschiedete die PQ zwei wichtige Gesetze:
1. Zum einen das „Gesetz über die Finanzierung politischen Parteien“, das Spenden von Unternehmen und Gewerkschaften verbietet und eine Obergrenze für Einzelspenden festlegt
2. Zum anderen die Charta der französischen Sprache.

#### Das gescheiterte Referendum
Auf ihrem siebten Nationalkongress vom 1. bis 3. Juni 1979 verabschiedeten die Souveränisten ihre Strategie für ein kommendes Unabhängigkeitsreferendum. Die PQ begann daraufhin, aggressiv für die Souveränitätsassoziation (Mouvement Souveraineté-Association) zu werben, indem sie Einzelheiten zu den wirtschaftlichen Beziehungen mit dem übrigen Kanada vorlegte, die den Freihandel zwischen Kanada und Québec, gemeinsame Einfuhrzölle und eine gemeinsame Währung umfassen sollten. Darüber hinaus würden gemeinsame politische Institutionen zur Verwaltung dieser wirtschaftlichen Vereinbarungen geschaffen werden. Die Souveränitätsassoziation wurde der Bevölkerung von Québec im Rahmen des Referendums von Québec 1980 vorgeschlagen. Der Vorschlag wurde von 60 Prozent der Québecer Wählerschaft abgelehnt. Um die Vorwürfe zu entkräften, die PQ würde „anglophobe Politik“ betreiben, schuf diese im September desselben Jahres das „Nationale Komitee der Anglophonen“ und das „Verbindungskomitee mit ethnischen Minderheiten“.

#### Wahlen nach dem Referendum und Aufgabe der Souveränitätsidee
Bei den Wahlen 1981 kam die PQ mit 49,2 % der Stimmen und 80 Sitzen wieder an die Macht, mit einer größeren Mehrheit als 1976. In ihrer zweiten Amtszeit führte sie jedoch kein Referendum durch, legte die Souveränität auf Eis und konzentrierte sich auf ihr erklärtes Ziel einer „guten Regierung“.
René Lévesque trat 1985 in den Ruhestand (er starb 1987). Bei den Wahlen 1985 unter seinem Nachfolger Pierre Marc Johnson unterlag die PQ der Liberalen Partei.

#### DasMouvement Souveraineté-Association
Die Geschichte der Beziehungen zwischen Französisch-Kanadiern und Englisch-Kanadiern ist von Spannungen geprägt. Nach der Kolonisierung Kanadas ab 1608 und der Etablierung Neufrankreichs trat Frankreich die Kolonie 1763 – am Ende des Siebenjährigen Krieges – an das Königreich Großbritannien ab (mit Ausnahme der beiden kleinen Inseln Saint-Pierre und Miquelon), wofür sie im Gegenzug die von Großbritannien eroberten Französischen Antillen zurückbekamen.
Unter britischer Herrschaft wurden die Frankokanadier durch Wellen britischer Einwanderer verdrängt, vor allem außerhalb von Québec (wo sie zur Minderheit wurden), aber auch innerhalb der Provinz; denn ein Großteil der Wirtschaft der Provinz wurde von de facto von Englisch-Kanadiern dominiert. Hierdurch entwickelte sich ein besonders ausgeprägter Nationalismus der Québecer, welcher nach knapp zwei Jahrhunderten wechselnden Auf- und Abstiegs besonders ab den 1960er Jahren an Bedeutung gewann. Die Verwendung des Wortes „Souveränität“ und viele der Ideen dieser Bewegung haben ihren Ursprung in der 1967 gegründeten Mouvement Souveraineté-Association von René Lévesque. Aus dieser Bewegung ging schließlich 1968 die Parti Québécois hervor.
Der Leitfaden Souveraineté-association – erstmals vorgestellt in Lévesques Essay Option Québec von 1968 – ist die Kombination aus zwei Konzepten:
1. Die Erlangung der Souveränität des Staates Québec.
2. Die Schaffung einer politischen und wirtschaftlichen Assoziation zwischen Québec und Kanada.

Die Parti Québécois definierte Souveränität dabei als die „Befugnis eines Staates, alle seine Steuern zu erheben, über alle seine Gesetze abzustimmen und alle seine Verträge zu unterzeichnen“.
Die Art der Assoziation zwischen einem unabhängigen Quebec und dem übrigen Kanada wurde als „Währungs- und Zollunion“ sowie als „gemeinsame politische Institution zur Verwaltung der Beziehungen zwischen den beiden Ländern“ beschrieben. Das wichtigste Vorbild für dieses Projekt war die damals im Entstehen begriffene Europäische Gemeinschaft (EG), aus der 1993 durch den Vertrag von Maastricht die Europäische Union entsprang. In Option Québec bezeichnete Lévesque die EG ausdrücklich als sein Modell für die Gestaltung einer neuen Beziehung zwischen dem souveränen Québec und dem übrigen Kanada, in der die politischen Bindungen gelockert, die wirtschaftlichen Beziehungen jedoch beibehalten werden sollten. In seinem Buch The Economics of the Common Market von 1992 kritisierte Dennis Swann, Ökonom und Professor der Volkswirtschaftslehre an der Loughborough University, die Analogie als verfehlt. Denn die Befürworter der europäischen Integration hatten eine politische Union von Anfang an als wünschenswerte und natürliche Folge der wirtschaftlichen Integration betrachtet, während Lévesque von einer solchen Union gerade weg möchte.
Der Bindestrich zwischen den Worten „Souveränität“ und „Assoziierung“ wurde von Lévesque und anderen Mitgliedern der PQ vermehrt betont, um deutlich zu machen, dass beide untrennbar miteinander verbunden sind. Als Begründung wurde angeführt, dass, sollte Kanada nach dem Unabhängigkeitsvotum die Exporte Québecs boykottieren, dieses „schwierige wirtschaftliche Zeiten“ durchleben müsste. Québec wäre eine Nation mit 7 Millionen Einwohnern gewesen, die zwischen zwei undurchdringlichen protektionistischen Ländern lokalisiert gewesen wäre. Würde Kanada mit Québec konkurrieren, anstatt es zu unterstützen, könnte es problemlos seine gut etablierten Verbindungen zu den Vereinigten Staaten aufrechterhalten und im Außenhandel florieren.
Die Propagierung des Souveraineté-association führte tatsächlich dazu, dass die Unterstützung für ein souveränes Québec zunahm: Umfragen verzeichneten einen klaren Zuwachs an Unterstützern, wenn Québec eine wirtschaftliche Partnerschaft mit Kanada aufrechterhielt.
1979 begann die PQ, aggressiv für die Souveränitätsassoziation zu werben, indem sie Einzelheiten zu den wirtschaftlichen Beziehungen mit dem übrigen Kanada vorlegte: dies umfasste den Freihandel zwischen Kanada und Québec, gemeinsame Einfuhrzölle und eine gemeinsame Währung. Darüber hinaus sollten gemeinsame politische Institutionen geschaffen werden, um diese wirtschaftlichen Vereinbarungen zu verwalten. Der Idee der Souveränisten wurde von vielen Politikern der anderen Provinzen skeptisch begegnet – einige rieten gar öffentlich von einem Ja-Votum ab. Letztlich führte die Gegenkampagne dazu, dass ein 1986 abgehaltenes Unabhängigkeits-Referendum mit 60 Prozent Nein-Stimmen zu 40 Prozent Ja-Stimmen scheiterte.
Dieser Verlust bildete die Grundlage für das Referendum von 1995, in dem die Idee der Souveraineté-association insoweit konkretisiert wurde, als dass Québec Kanada erst die neue wirtschaftliche und politische Partnerschaft anbieten würde, bevor es seine Unabhängigkeit final erklärt. Der Einleitungssatz der Erklärung lautete:

„Wir, das Volk von Québec, erklären es zu unserem eigenen Willen, im vollen Besitz aller staatlichen Befugnisse zu sein; alle unsere Steuern zu erheben, über alle unsere Gesetze abzustimmen, alle unsere Verträge zu unterzeichnen und die höchste aller Befugnisse auszuüben, indem wir unser Grundgesetz selbst entwerfen und kontrollieren.“

Dieses Mal verloren die Souveränisten in einer besonders knappen Abstimmung mit 50,6 Prozent zu 49,4 Prozent; nur 53.498 von mehr als 4.700.000 machten die Niederlage aus. Das Abstimmungsergebnis befeuerte über den üblichen Québec-Nationalismus auch xenophobe Strömungen, die das Scheitern des Referendums auf die englischsprachigen Québecer zurückführten (etwa 90 Prozent von ihnen stimmten gegen das Referendum, während fast fast 60 Prozent der Frankophonen mit Ja stimmten). Der damalige Premierminister von Québec, Jacques Parizeau, dessen Regierung die Souveränität unterstützte, führte die Niederlage auf „Geld und ethnische Stimmen“ zurück. Seine Meinung löste unter den englischsprachigen Québecern Proteste aus, die seinen Rücktritt forderten. Dem kam er wenig später, am 29. Januar 1996, auch nach.
Nach dem Referendum von 1995 wurde gegen mehrere Wahllokale mit anglo-französischer Mehrheit der Vorwurf der Wahlfälschung erhoben und tatsächlich wurde ein im nationalen Vergleich ungewöhnlich hoher Anteil an Stimmzetteln verzeichnet. Außerdem kam eine Untersuchung des Generaldirektors der Wahl 2007 zu dem Schluss, dass das anti-separatistische, föderalistische Lager für ihre Anti-Unabhängigkeits-Kampagne etwa 500.000 Dollar ausgegeben und damit gegen das Wahlgesetz von Québec verstoßen hatte. Dieses sah zu diesem Zeitpunkt eine Begrenzung der Wahlkampfausgaben auf 3000 kanadische Dollar vor.

### Das Québec-Referendum von 1995
Bei den Unterhauswahlen von 1994 konnte die PQ unter Jacques Parizeau wieder zur stärksten Partei werden, diesmal mit 44,75 % der Wählerstimmen. In den dazwischen liegenden Jahren hatten die gescheiterten Abkommen von Meech Lake und Charlottetown die Unterstützung für die Souveränität wiederbelebt.
Eine weitere Folge des Scheiterns des Meech Lake Accord war die Gründung des Bloc Québécois (BQ), einer souveränistischen politischen Partei auf Bundesebene, unter der Führung des ehemaligen Ministers der Progressiv-Konservativen (PK) im Bundeskabinett, Lucien Bouchard. Mehrere Abgeordnete der PK und der Liberalen verließen ihre Parteien, um die BQ zu gründen. Im Gegensatz zu den ebenfalls pro-souveränistischen Parteien Union Populaire und Parti nationaliste du Québec, die bei den Unterhauswahlen von 1979 und Kanadische Unterhauswahl 1980 Stimmzuwachse verzeichneten, erhielt die BQ offizielle Unterstützung durch die PQ. Bei den Unterhauswahlen von 1993 gewann die BQ schließlich genügend Sitze im Parlament, um Oppositionsführer im Unterhaus zu werden. Auch kleinere, nicht souveränistisch orientierte Parteien, sagten der Idee ihre Unterstützung. So hielt etwa die Marxistisch-Leninistische Partei Kanadas einen Vortrag, in dem sich der Parteivorsitzende Hardial Bains für Québecs Unabhängigkeit aussprach.
Auf Drängen Parizeaus berief Gouverneursleutnant Martial Asselin ein neues Referendum. Die Frage des Referendums von 1995 unterschied sich von der von 1980 dadurch, dass die Verhandlungen über eine Assoziierung mit Kanada nun fakultativ waren. Ihre offene Formulierung wurde später dafür verantwortlich gemacht, dass insbesondere Befürworter der Unabhängigkeit uneinig waren, wofür genau sie abstimmen würden.

Ergebnisse nach Wahlbezirken der Nationalversammlung.

Die „Nein“-Kampagne gewann, allerdings nur mit einem knappen Vorsprung von 50,6 % zu 49,4 %. Wie beim vorangegangenen Referendum lehnte die englischsprachige Minderheit in Québec die Souveränität mit überwältigender Mehrheit (etwa 90 %) ab und auch unter den Allophonen (Muttersprachler, die weder Englisch noch Französisch sprechen) war die Unterstützung für die Souveränität gering. Die geringste Unterstützung kam von den Mohawk, Cree und Inuit. Einige Häuptlinge der First Nations machten ihr Recht auf Selbstbestimmung geltend, wobei insbesondere die Cree ihr Recht auf den Verbleib ihrer Gebiete innerhalb Kanadas betonten. Mehr als 96 % der Inuit und Cree stimmten bei dem Referendum mit Nein. Die Innu, Atikamekw, Algonkin und Abenaki tendierten hingegen deutlich zur Souveränität Québecs. Während im Jahr 1985 knapp 59 Prozent der Inuit, 56 Prozent der Attikamek und 49 Prozent der Montagnais mit „Ja“ abstimmten, waren es 1995 in Etwa zwei Drittel jeder Volksgruppe. Eine Mehrheit fand die Unabhängigkeitsidee vor allem unter den Frankophonen (~60 Prozent).

### Wahl der Québec-Nationalversammlung von 1998
In der Erwartung, Bouchard würde im Falle eines Wahlsiegs seiner Partei bei den Unterhauswahlen von 1998 ein weiteres Referendum ankündigen würde, versammelten sich die Führer aller anderen Provinzen und Territorien im September 1997 zur Erklärung von Calgary. Dort erörterten sie, wie sich der Souveränitätsbewegung am effektivsten entgegengestellt werden könnte, da es – wie Premierminister von Saskatchewan, Roy Romanow nannte – „zwei oder drei Minuten vor Mitternacht“ sei. Diskutiert wurde unter anderem die Frage, ob Québec eine „eigenständige Gesellschaft“ oder eine „einzigartige Kultur“ sei.
Die Parti Québécois gewann die Wiederwahl, obwohl sie in der Wählergunst an Jean Charest und dessen Parti libéral du Québec verlor. In der Zwischenzeit verabschiedete die Bundesregierung das Klarheitsgesetz (Clarity Act), das den Wortlaut künftiger Referendumsfragen und die Bedingungen, unter denen ein Votum für die Souveränität als rechtmäßig anerkannt würde, regeln sollte. Bundespolitiker der Liberalen erklärten, dass die zweideutige Formulierung der Referendumsfrage von 1995 der Hauptgrund für die Ausarbeitung des Gesetzes gewesen sei.

### DerClarity Actvon 2000
1999 verabschiedete das kanadische Parlament auf Drängen von Premierminister Jean Chrétien den Clarity Act, ein Gesetz, das unter anderem die Bedingungen festlegte, unter denen die Krone im Rat ein Votum einer Provinz für den Austritt aus Kanada anerkennen würde. Das Gesetz verlangt eine Mehrheit der Wahlberechtigten, um Sezessionsgespräche auszulösen (Absolute Mehrheit) und nicht nur eine Mehrheit der Stimmen (Einfache Mehrheit), wie zuvor. Darüber hinaus verlangt das Gesetz eine eindeutige Abspaltungsfrage, um Abspaltungsgespräche einzuleiten. Umstritten ist, dass die Entscheidung darüber, ob die Abspaltungsfrage eindeutig genug ist von dem Unterhaus überprüft wird, ebenso ob sich eine klare Mehrheit in einem Referendum ausgesprochen hat.
Das Gesetz wird von Souveränisten weithin als unrechtmäßiger Rechtsakt betrachtet, da alleine Québec das Recht habe, die Bedingungen für seine Abspaltung zu bestimmen. Der Oberste Gerichtshof Kanadas wurde 2000 mit der Angelegenheit betraut und erklärte einerseits, dass das Gesetz verfassungskonform ist und andererseits, dass Québec ebenso wie Kanada teilbar ist. Chrétien betrachtete das Gesetz später als eine seiner wichtigsten Errungenschaften.

### Gegenwärtige Entwicklungen
Im Referendum von 1995, bei dem die Option der Souveränität knapp abgelehnt wurde, wurde weiterhin eine gewisse Form der wirtschaftlichen Assoziierung mit dem übrigen Kanada angestrebt – so etwa die weitere Verwendung des kanadischen Dollars und Militärs. Das Konzept erhielt den Namen „Souveränitätspartnerschaft“ (französisch: souveraineté-partenariat). Sie ist nach wie vor Teil des Parti Québécois-Parteiprogramms und in den Augen der meisten Québecer mit der nationalen Unabhängigkeit verbunden.
Im Jahr 2003 startete die Parti Québécois ihre „Saison des idées“ (dt.: „Saison der Ideen“), eine öffentliche Konsultation mit dem Ziel, die Meinung der Québecer zu ihrem Souveränitätsprojekt einzuholen. Das neue Programm und das überarbeitete Souveränitätsprojekt wurden auf dem Kongress 2005 angenommen.
Bei den Québec-Wahlen 2003 verlor die Parti Québécois überraschend eindeutig gegen die Liberale Partei. Bereits Anfang 2004 erwies sich die liberale Regierung von Paul Martin jedoch als unpopulär. Dies in Verbindung mit einem Sponsorenskandal der Liberalen Partei führte zu einem Wiedererstarken der Bloc Québécois. Bei den Kanadischen Unterhauswahl 2004 errang die Bloc Québécois 54 der 75 Sitze im Unterhaus von Québec, zuvor waren es 33. Bei den Wahlen 2006 verlor sie jedoch wieder drei Sitze und bei den Wahlen 2008 zwei weitere Sitze, so dass die Gesamtzahl auf 49 sank. Bis zu den Kanadischen Unterhauswahlen 2011 blieb die Bloc Québécois jedoch die beliebteste Partei in Québec; hier wurde sie von der föderalistischen Neuen Demokratischen Partei vernichtend geschlagen, konnte nur vier Sitze gewinnen und verlor damit ihren offiziellen Platz im Unterhaus.
Umfragedaten des Meinungsforschungsinstituts Angus Reid vom Juni 2009 zeigten, dass die Unterstützung für eine Abspaltung von Québec zu diesem Zeitpunkt schwindend gering war und eine Sezession in naher Zukunft unwahrscheinlich sei. Aus den Umfragedaten ergibt sich, dass 32 % der Québecer ihre Provinz für ausreichend souverän empfinden und glauben, diese sollte Teil Kanadas bleiben; 28 % vertreten, dass sie sich abspalten sollte und 30 % sind der Meinung, dass Québec zwar mehr Souveränität braucht, aber Teil Kanadas bleiben sollte. Die Bloc Québécois bezeichnete die Umfrage überraschend als „beruhigend“, da sich aus ihr immerhin ergibt, dass knapp 79 % der Québecer nach wie vor nach mehr Autonomie streben. An erster Stelle der von den Befragten gewünschten Autonomie steht mit 34 % die Kultur, gefolgt von der Wirtschaft mit 32 %, Steuern mit 26 % sowie Einwanderung und Umwelt mit jeweils 15 %.
Die Umfrage zeigte auch einige Auswirkungen des Clarity Act. Die Daten ergaben folgendes: „Auf Glauben Sie, dass Quebec ein von Kanada getrenntes Land werden sollte?“ antworteten 34 % mit Ja, 54 % mit Nein und 13 % mit Unsicher. Auf die weniger eindeutige Frage „Sind Sie der Meinung, dass Québec souverän werden sollte, wenn es Kanada ein formelles Angebot für eine neue wirtschaftliche und politische Partnerschaft im Rahmen des Gesetzes über die Zukunft von Québec gemacht hat?“ stieg die Unterstützung für die Abspaltung auf 40 % Ja-Stimmen, die Nein-Stimmen führten nur noch knapp mit 41 % und die Zahl der Unentschlossenen stieg auf 19 %. Die Umfrage kam des Weiteren zum Ergebnis, dass nur 20 % der Befragten daran glaubten, dass sich Québec jemals von Kanada trennen würde.
2011 galt als Wendepunkt für die souveränistische Bewegung. Im Anschluss an die Unterhauswahl 2011 führten Léger Marketing und die souveränitätsfreundliche Zeitung Le Devoir eine Umfrage zu der Unabhängigkeitsfrage durch. Auf die Frage, ob sie im Falle eines Referendums mit Ja oder Nein stimmen würden, antworteten 41 % der Befragten mit Ja. Im Jahr 2011 spaltete sich die Bewegung der Souveränisten auf und mehrere neue, kleine Parteien wurden gegründet. Einige Politiker waren mit den langsamen Fortschritten auf dem Weg zur Unabhängigkeit unzufrieden, andere hofften, die Frage der Souveränität auf die lange Bank schieben zu können. Die Führung durch Parti Québécois-Chefin Pauline Marois spaltete die Partei.
Im Jahr 2021 schlug die Regierung der Coalition Avenir Québec unter François Legault vor, die Charta der französischen Sprache und die québécsche Provinzverfassung zu ändern, um Französisch als einzige Amtssprache zu verankern. Als Reaktion darauf brachte die Bloc Québécois im Unterhaus einen Antrag ein, in dem sie die Verfassungsmäßigkeit der Initiativen von Legault befürwortete. Das Unterhaus verabschiedete den Antrag mit 281:2 Stimmen bei 36 Stimmenthaltungen.

## Bedeutende Organisationen im Québecer-Souveränismus

### Politische Parteien und parlamentarische Gruppierungen
- Parti Québécois – sozialdemokratische, souveränistische Partei
  - Linker Flügel: SPQ Libre
- Bloc Québécois – linksliberale, souveränistische Partei
- Kommunistische Partei Kanadas – marxistisch-leninistische Partei
- Québec solidaire – sozialistische Partei
- Option nationale – sozialdemokratische, progressivistische Partei
- Parti Indépendantiste – rechtsextreme, ethnonationalistische Partei
- Parti marxiste–léniniste du Québec – marxistisch-leninistische Partei
- Québec debout – regionalistische, konservative, rechtsnationale Partei

### Überparteiliche Organisationen
- Mouvement pour une Élection sur la Souveraineté – rechtsnationale Sezessionsgruppierung
- Mouvement de libération nationale du Québec – linksextreme Sezessionsgruppe
- Conseil de la Souveraineté du Québec – rechtsnationale Sezessionsgruppe
- Réseau de Résistance du Québécois – rechtsextremistische, terroristische Sezessionsgruppe

### Sympathisanten
- Saint-Jean-Baptiste Society – Organisation zur Bewahrung québec-frankophoner Interessen
- Confédération des syndicats nationaux – zweitgrößte Gewerkschaft in Québec
- Centrale des syndicats du Québec – drittgrößte Gewerkschaft in Québec
- Fédération des travailleurs et travailleuses du Québec – größte Gewerkschaft in Québec
- Union des artistes – Interessenvertretung québecscher lokaler Künstler
- Mouvement national des Québécoises et des Québécois – Interessenverband für „französische Sprache und Nationalbewusstsein“

### Sezessionistische Medien
- Quebecor
  - Le Journal de Montréal
  - Le Journal de Québec
  - Groupe TVA
- Le Devoir
- L'Action nationale
- AmériQuébec
- L'aut'journal
- Le Couac
- Souverainete la solution
- La Gauche
- Le Jour
- Le Mouton noir
- Le Québécois
- Québec-Radio
- Vigile

### Ehemalige Organisationen
- Rassemblement pour l'Indépendance Nationale – sozialdemokratische Interessenvertretung für die Unabhängigkeit Québecs
- Front de libération du Québec – linksextremistische Terrororganisation für ein sozialistisches, souveränes Québec
- Parti nationaliste chrétien – rechtsextremistische, theokratische für ein theokratisches, souveränes Québec
- Parti nationaliste du Québec – linksliberale Interessenvertretung und Vorgänger der Bloc Québécois
- Parti indépendantiste – sozialdemokratische Interessenvertretung für die Unabhängigkeit Québecs
- Union populaire – grüne Partei mit Fokus auf der Unabhängigkeit Québecs
- Nouvelle Alliance Québec-Canada – wirtschaftsliberale Partei mit Fokus auf der finanziellen Unabhängigkeit Québecs
- Action démocratique du Québec – rechtspopulistische, konservative Partei

## Argumente

### Gründe für die Souveränität Québecs
Die Begründungen für die Souveränität Québecs sind historisch-nationalistisch geprägt. So wird behauptet, dass die einzigartige Kultur und die französischsprachige Mehrheit (78 % der Provinzbevölkerung) von der Assimilierung durch das übrige Kanada oder, wie im französischen Mutterland, durch die anglophone Kultur im Allgemeinen bedroht sind; der beste Weg zur Bewahrung von Sprache, Identität und Kultur liege in der Schaffung einer unabhängigen politischen Einheit. Andere Unterscheidungsmerkmale, wie religiöse Unterschiede (angesichts der katholischen Mehrheit in Québec), werden ebenfalls zur Rechtfertigung der Trennung herangezogen.
Das historische Argument für die Unabhängigkeit Québecs ergibt sich aus der Geschichte der Region, die 1760 von den Briten erobert und 1763 im Vertrag von Paris an Großbritannien abgetreten wurde; die Frankokanadier wurden durch britische Einwanderungswellen unterdrückt. Mit diesem Argument wird behauptet, dass die Québecer das Recht auf Selbstbestimmung haben.
Acht der anderen kanadischen Provinzen sind mehrheitlich (zu mehr als 95 %) englischsprachig, während New Brunswick offiziell zweisprachig und zu etwa einem Drittel frankophon ist. Ebenso ist kontemporär eine negative Grundstimmung der anderen Provinzen gegen Québec (sog. Québec-Bashing) zu beobachten, durch welches sich die dortige Bevölkerung in ihrer Unzugehörigkeit zum Rest der Föderation bestätigt sieht.
Bei der Entstehung der Souveränitätsbewegung waren Sprachfragen jedoch nur ein Teilaspekt der größeren kulturellen, sozialen und politischen Unterschiede. Mehrere Wissenschaftler verweisen auf historische Ereignisse als Ursache für die anhaltende Unterstützung der Souveränität in Québec, während zeitgenössische Politiker auf die Nachwirkungen jüngerer Entwicklungen wie Kanada-Gesetz von 1982, das Meech Lake Accord oder das Charlottetown Accord verweisen.

### Gründe gegen die Souveränität Québecs
In einer Reihe von Briefen aus den 1990er Jahren legte Stéphane Dion, damals Außenminister Kanadas, dar, dass die Souveränitätsbewegung die Québecer von den wirklichen wirtschaftlichen Problemen ihrer Provinz abgelenkt hat, welche durch die Souveränität allein nicht gelöst werden könnten. Zusammen mit mehreren Québecern veröffentlichte er im Jahr 2005 die Stellungnahme „Pour un Québec lucide“ (dt. „Für ein klares Québec“), in dem die behaupteten Probleme Québecs detailliert ausformuliert wurden.
Wenngleich die überwiegende Anzahl an Föderalisten die Unabhängigkeit aus wirtschaftlichen und politischen Gründen ablehnt, so sind auch andere Gründe gegen die Souveränität verbreitet. Insbesondere wird das Erstarken der Bewegung als Resultat rechtsextremistischer Propaganda verurteilt, welche sei dem Québec-Referendum von 1995 einen ethnischen Nationalismus angeheizt haben soll, dessen Arm die Souveränitätsbewegung sei. Als Beispiel hierfür wird vermehrt Jacques Parizeau zitiert, der für das Scheitern des Referendums „ethnische Stimmen“ (gemeint seien Migranten) verantwortlich machte.
Der Bewegung wird vermehrt ihre Legitimität dahingehend abgesprochen, dass sie eurozentristisch orientiert sei und dadurch die in Québec lebenden kanadischen Ureinwohner (First Nations, Inuit, Métis) nicht repräsentiert. Ein Mohawk der Akwsasne etwa behauptete, dass die Mohawk-Nation viel eher einen Anspruch auf eine eigene Nation hätten als die Québecer:

„Wie kann Québec ohne wirtschaftliche Basis und ohne Landbesitz verlangen, souverän zu werden? Wie kann Québec eine Nation sein, wenn es keine Verfassung hat? Wir haben schon vor der amerikanischen Revolution eine Verfassung gehabt.“

Auch die Cree behaupten seit einigen Jahren, dass sie ein eigenständiges Volk mit einem völkerrechtlich anerkannten Recht auf Selbstbestimmung sind. Sie argumentieren, dass sie oder ihr Gebiet nicht ohne ihre Zustimmung an ein unabhängiges Québec angegliedert werden dürfen; dito hätten sie ein Recht darauf, ihr Gebiet in Kanada zu behalten, wenn Québec Kanada verlassen darf. Im Gegensatz zu den Akwsanse beanspruchen die Cree nicht das Recht, sich von Kanada abzuspalten; vielmehr sehen sie sich als ein Volk, das durch das Abkommen der Baie James und des Quebecer Nordens vertraglich an Kanada gebunden ist. Eine einseitige Unabhängigkeitserklärung Québecs stelle eine Verletzung anerkannter Grundprinzipien dar wie etwa den Menschenrechten, der Demokratie und der Zustimmung des Volkes der Cree. Im Falle einer Abspaltung würden sie demnach den Schutz der kanadischen Gerichte in Anspruch nehmen wollen.
Professor Peter Russell von der University of Toronto schrieb über die Ureinwohner Kanadas: „(Sie) sind keine Nationen, die gegen ihren Willen von einer Provinzmehrheit aus Kanada herausgerissen werden können. Mit wenigen Ausnahmen wollen sie ihr Recht auf Selbstverwaltung innerhalb Kanadas wahrnehmen, nicht innerhalb eines souveränen Québec.“ Dem schließt sich Erica-Irene Daes, Forscherin im Gebiet des humanitäres Völkerrechts, an. Die Sezession würde „die am stärksten marginalisierten und ausgegrenzten Völker der Welt ohne eine legale, friedliche Waffe zurücklassen“. Gemeint ist die Besorgnis, dass Québec als eigener autonomer Nationalstaat die Verträge und Vereinbarungen missachten würde, die zwischen den Ureinwohnern und der britischen Krone unterzeichnet wurden und nun von der kanadischen Bundesregierung aufrechterhalten werden. Diese Sorge sei auch keineswegs unbegründet, da frühere Premierminister von Québec, darunter Robert Bourassa – der selbsternannte „Eroberer des Nordens“ – vermehrt neokoloniale und eurozentrische Haltungen vertreten hätten.

## Befürworter und Gegner

### Befürworter

#### Québécois
Die souveränische Bewegung ist gleichermaßen am linken und rechten politischen Rand verbreitet. Dennoch findet die Unabhängigkeitsfrage auch bei politisch moderaten Parteien Anklang, rechts und links müssen demnach im provinziellen Kontext interpretiert werden: Die Politik der québécoischen liberalen Parteien deckt sich demnach – mit Ausnahme der Unabhängigkeitsfrage – wesentlich mit der Programmatik anderer liberaler Parteien und auch die sozialdemokratischen Parteien weichen in ihrem restlichen Programm nicht wesentlich von anderen etablierten Parteien ab.
In der politischen Kultur Québecs gibt es derweil keine konservative Massenbewegung. Lediglich eine Minderheit der konservativen Québecer unterstützt die politische Agenda der Parti Québécois wegen der Souveränitätsfrage, obwohl sie Vorbehalte gegen deren sozialdemokratische politische Agenda hegt. Bemerkenswerte Beispiele für besagte Ausnahmen sind:
- die konservative, aber nationalistische Action démocratique du Québec, die beim 1995-Referendum die Unabhängigkeit unterstützte. Mit ihrer Auflösung und Fusion in die Coalition Avenir Québec gab die Partei ihr Souveränitätsbegehren auf und unterstützt stattdessen den Autonomismus von Québec; eine dezentralisierte Sichtweise der kanadischen Konföderation, in der Québec zwar nicht souverän, aber dafür einflussreicher werden soll.
- die Progressiv-konservative Partei Kanadas und die rechtsidentische Konservative Partei Kanadas

#### Frankreich
In Frankreich finden sich auf beiden Seiten des politischen Spektrums offene Unterstützer der Souveränisten; so etwa der ehemalige Staatspräsident Charles de Gaulle, der Québec 1967 in Montreal für unabhängig erklärte (Vive le Québec libre). Bei der politischen Linken war besonders François Mitterrand, ehemaliger Staatspräsident und Parteivorsitzender der Parti socialiste, für seine pro-souveränische Haltung bekannt. Neuere freimütige Sympathisanten für die Québec-Bewegung sind Michel Rocard und Ségolène Royal. Von den französischen Staatspräsidenten neuerer Zeit sticht lediglich Nicolas Sarkozy als ausdrücklicher Gegner einer Abspaltung Québecs von Kanada heraus. Bereits sein Nachfolger François Hollande nahm die pro-souveränische Politik wieder auf.
Das Motto des französischen Außenministeriums in Bezug auf die nationale Frage Québecs lautet „non-ingérence et non-indifférence“ (dt.: „keine Einmischung und keine Gleichgültigkeit“) und spiegelt damit die offizielle Haltung des französischen Staates wider.

### Gegner

#### Die restlichen Provinzen Kanadas
Die anderen neun Provinzen Kanadas haben sich im Allgemeinen gegen die Souveränität Québecs ausgesprochen. Abgesehen von marginalen Bewegungen war die einzige größere Sezessionsbewegung im englischen Kanada die Anti-Confederation Party, die sich unmittelbar nach Gründung der Konföderation gebildet und auch nur wenig später bereits aufgelöst hat.
Zwar findet sich in den anglophonen Kanadiern der beträchtlichste Teil an Souveränitätsgegner, jedoch lehnen auch die Frankophonen außerhalb von Québec die Souveränität oder jede Form der nationalen Anerkennung von Québec ab. Innerhalb Québecs ist besonders die anglophone Minderheit in Montreal gegen die Sezession. Nach umfangreichen Umfragen zu diesem Thema zog Mark Leger das Fazit: „Diese Zahlen überraschen mich, sie sind landesweit so eindeutig. […] Schaut man sich die Frankophonen außerhalb Quebecs an, ist das Ergebnis dasselbe. Abgesehen von den Franzosen in Québec sind alle anderen Gruppen im ganzen Land gegen diese Idee.“

#### Anglofone und Immigranten in Québec
Die Souveränität findet bei den anglophonen Québecern und insbesondere bei Einwanderern nur wenig Unterstützung. Mit Ausnahme einer schwachen „Ja“-Unterstützung durch haitianische, arabische und lateinamerikanische Minderheiten während des 1995-Referendums stimmten die meisten Nicht-Frankophonen und Einwanderer mit „Nein“. Viele Gegner der Souveränitätsbewegung betrachten das Projekt aufgrund der Ablehnung von Nicht-Frankophonen als „ethnisch exklusiv“. Diese Position wird von der Parti Québécois bestritten; sie behauptet, ihr Ziel sei allumfassend und im Wesentlichen staatsbürgerlicher Natur.

## Meinungsumfragen
Während die Unabhängigkeit Québecs vom größten Teil der québecschen Bevölkerung befürwortet wird, stehen die restlichen neun Provinzen in Kanada einer Sezession überwiegend ablehnend gegenüber. Von achtzehn zwischen 2005 und 2022 durchgeführten, nichtstaatlichen Meinungsumfragen konnte nur in einer eine pro-separatistische Mehrheit ermittelt werden.
| Datum | Organisation                                  | Stichprobengröße | Sollte Québec unabhängig sein? | Sollte Québec unabhängig sein? | Sollte Québec unabhängig sein? | Ergebnis     |
| Datum | Organisation                                  | Stichprobengröße | Ja                             | Nein                           | Unsicher                       | Ergebnis     |
| ----- | --------------------------------------------- | ---------------- | ------------------------------ | ------------------------------ | ------------------------------ | ------------ |
| 2022  | GROP/Léger                                    | 1010             | 40,5 %                         | 59,5 %                         | -                              | −19 %        |
| 2021  | Mainstreet Research                           | 1012             | 32 %                           | 56 %                           | 12 %                           | −24 %        |
| 2020  | Léger Marketing/Le Journal de Québec          | 1013             | 36 %                           | 54 %                           | 10 %                           | −18 %        |
| 2019  | Environics Institute                          | –                | 23 %                           | 23 %                           | 54 %                           | ausgeglichen |
| 2018  | Léger Marketing/Huffington Post (PDF; 1,0 MB) | 1010             | 37 %                           | 63 %                           | -                              | −26 %        |
| 2018  | Ipsos                                         | 2001             | 25 %                           | 55 %                           | 20 %                           | −30 %        |
| 2017  | Léger (PDF)                                   | 1005             | 35 %                           | 65 %                           | -                              | −30 %        |
| 2017  | CROP (PDF; 0,7 MB)                            | 1000             | 33 %                           | 67 %                           | -                              | −34 %        |
| 2016  | CROP/ (PDF; 0,5 MB)                           | 1000             | 30 %                           | 70 %                           | -                              | −40 %        |
| 2016  | Léger Marketing (PDF; 0,4 MB)                 | 999              | 37 %                           | 63 %                           | -                              | −26 %        |
| 2016  | CROP/La Presse                                | 1000             | 35 %                           | 50 %                           | 15 %                           | −15 %        |
| 2016  | CROP/La Presse (PDF; 1,5 MB)                  | 1005             | 37 %                           | 63 %                           | -                              | −26 %        |
| 2016  | Léger Marketing (PDF; 0,5 MB)                 | 1005             | 32 %                           | 59 %                           | 9 %                            | −27 %        |
| 2015  | Léger Marketing (PDF; 0,5 MB)                 | 1005             | 39 %                           | 61 %                           | -                              | −22 %        |
| 2011  | Léger Marketing/Le Devoir (PDF; 0,9 MB)       | 1000             | 32 %                           | 68 %                           | -                              | −36 %        |
| 2009  | Léger Marketing (PDF)                         | 1053             | 41 %                           | 59 %                           | -                              | −18 %        |
| 2006  | Léger Marketing (PDF)                         | 602              | 46 %                           | 54 %                           | -                              | −8 %         |
| 2005  | Le Devoir/The Globe and Mail                  | 1008             | 54 %                           | 46 %                           | -                              | +8 %         |

## Die Québec-Souveränitätsbewegung in der Popkultur
- Richard Rohmers Roman Separation aus dem Jahr 1976 wurde 1977 von CTV als Fernsehfilm adaptiert. In dem Film bildet die Parti Québécois die Regierung von Québec, doch ihr fiktiver Premierminister Gaston Belisle schiebt sein Versprechen, ein Referendum abzuhalten, immer wieder auf. Erst internationale Intervention zwingt Belisle zum Handeln.
- Mitte der 1980er Jahre zeigt ein zweiter Film, Québec-Canada 1995, ein Krisentreffen zwischen dem Präsidenten von Québec und dem Premierminister von Kanada, weil Québec Teile von Ontario und New Brunswick militärisch besetzt hat. Die kanadischen Streitkräfte können der Aggression kaum standhalten, weil sie an unterschiedlichen Orten – darunter den Falklandinseln mit Margaret Thatcher als „Lady Goosegreen“ – beschäftigt sind.
- William Weintraubs satirischer Roman The Underdogs aus dem Jahr 1979 löste eine Kontroverse aus, weil er sich ein zukünftiges Québec vorstellte, in dem die Englischsprachigen eine unterdrückte Minderheit sind, die eine gewalttätige Widerstandsbewegung bilden.
- Clive Cusslers Roman Night Probe! von 1984 spielt in einem fiktiven Sezessionsversuch in den späten 1980er Jahren. Rechte an einem neu entdeckten Ölvorkommen in der Ungava-Bucht, die während des Abspaltungsversuchs entdeckt wurden, kollidieren mit den Auswirkungen eines wiederentdeckten Geheimvertrags, der während des Ersten Weltkriegs zwischen den Regierungen Großbritanniens und der USA ausgehandelt wurde.
- In David Foster Wallaces Roman Infinite Jest sind sowohl reale als auch fiktive Separatistenbewegungen aus Québec in die Handlung eingebunden. In der Geschichte haben sich die Vereinigten Staaten mit Kanada und Mexiko zur „Organisation Nordamerikanischer Nationen“ (ONAN) zusammengeschlossen. An den Rollstuhl gefesselte québecische Separatisten nutzen ein Video, dessen Inhalt den Zuschauer tötet, um ihr Ziel der Unabhängigkeit Québecs und des Endes der ONAN zu erreichen.
- In der Southern Victory-Reihe von Harry Turtledove wird Québec während des „Ersten Großen Krieges“ (einem alternativen Ersten Weltkrieg) zu einer eigenständigen Nation; bei ihrer Gründung wird die Republik nur von den Mittelmächten USA, Deutschland, Österreich-Ungarn, Bulgarien, dem Osmanischen Reich, den Marionettenstaaten Polen und Ukraine sowie den neutralen Mächten Italien und Niederlande offiziell anerkannt. Da die Vereinigten Staaten die Abspaltung organisierten, um das anglophone Kanada (und damit auch das Vereinigte Königreich) zu schwächen, fungierte die Republik Québec als Satellitenstaat der Vereinigten Staaten und war damit nicht wirklich unabhängig. Dies wird später in der Serie deutlich, als die québécois-Soldaten ihre US-Kollegen während des Zweiten Weltkriegs von den Besatzungsaufgaben in Kanada befreien, so dass die Vereinigten Staaten ihre militärischen Bemühungen auf die Konföderation konzentrieren können. Die Republik Québec befindet sich in dieser alternativen Zeitlinie in einer ähnlichen geopolitischen Situation wie das Königreich Polen – ein deutscher Marionettenstaat, der als Teil von Mitteleuropa gegründet wurde.
- In DC Comics ist der Bösewicht (und manchmal auch Held) Plastique zunächst ein québécoisischer Freiheitskämpfer, der zu terroristischen Handlungen greift.
- In den Marvel Comics war der Superheld Northstar in seiner Jugend Mitglied der linksterroristischen Front de libération du Québec.
- Im Web-Manga Hetalia: Axis Powers von Hidekazu Himaruya ist der Alptraum Kanadas ein unabhängiges Québec.
- Margaret Atwoods 1980 erschienener Roman Die Unmöglichkeit der Nähe spielt im Toronto der späten 1970er Jahre; mehrere Figuren beobachten und kommentieren die Wahlen und die Bewegung der Souveränisten in Québec. Die Bewegung der Souveränisten und ihre Kämpfe sind metaphorisch mit den Schwierigkeiten der Romanfiguren verbunden.
- Im Rollenspiel Trinity wird auf eine separatistische Nation in Québec verwiesen, die im Gegenzug für ihre Unabhängigkeit den damals gegründeten „Konföderierten Staaten von Amerika“ half, die Kontrolle über Kanada zu übernehmen.
- In dem Roman Babylon Babies des französischstämmigen kanadischen Cyberpunk-Autors Maurice G. Dantec, der lose als Film Babylon A.D. adaptiert wurde, ist Québec unabhängig und wird als „Freie Provinz Québec“ bezeichnet.
- Im Pen-&-Paper-Rollenspiel Shadowrun existiert Québec als souveräne Nation neben den „Vereinigten Kanadisch-Amerikanischen Staaten“ und den „Konföderierten Amerikanischen Staaten“.
- Im Film Stirb langsam fordert der Terroristenführer Hans Gruber als List die Freilassung von inhaftierten Mitgliedern der fiktiven Gruppe Liberté du Québec.
- In einer Science-Fiction-Serie von Peter Watts, die mit Starfish beginnt, hat Québec die Souveränität erlangt und ist eine energetische/wirtschaftliche Supermacht innerhalb Nordamerikas.
- In dem alternativen Geschichtsroman The Two Georges, an dem Richard Dreyfuss und Harry Turtledove gemeinsam mitgewirkt haben, findet die Amerikanische Revolution nie statt, was zur Gründung der „Nordamerikanischen Union“, einem Herrschaftsgebiet Britischen Weltreichs, führt. Auf dem Weg zu den „Six Nations“ diskutieren Thomas Bushell und Samuel Stanley von der Royal American Mounted Police über die nahe gelegene Provinz Québec. Stanley überlegt, ob sich die kulturell-französischen Québécois von der N.A.U. abspalten und Teil der französisch-spanischen „Heiligen Allianz“ werden wollen. Die Frankophobie der „Söhne der Freiheit“ hindert sie jedoch daran, sich mit den québécois-Separatisten zu verbünden.
- In der Simpsons-Folge „Namen machen Leute“ wird Homer Simpson von Trent Steel, einem erfolgreichen Geschäftsmann, zu einer exklusiven Gartenparty eingeladen. Präsident Bill Clinton, ein Gast der Gartenparty, wird weggerufen, um sich um Québec zu kümmern, das „die Bombe bekommt“.
- In der The Critic-Episode „L.A. Jay“ sagt Jay Sherman in einer Traumsequenz bei seiner Oscar-Rede, dass er sich für die Unabhängigkeit Québecs ausspricht. Er beendet die Rede, in einen Raum voller Québécois, mit den Worten: „Viva la Sherman! Viva la Québec!“ (Spanisch für „Es lebe Sherman! Es lebe Québec!“).
- In dem alternativen Geschichtsroman The Disunited States of America von Harry Turtledove sind die Vereinigten Staaten in den 1800er Jahren aufgrund der Beibehaltung der Konföderationsartikel zusammengebrochen, während die einzelnen Gliedstaaten in den 2090er Jahren zu souveränen Nationen wurden. Québec ist in den 2090er Jahren ein unabhängiges Land, wobei nicht erwähnt wird, ob es ein unabhängiges Gebilde bleibt oder sich von einer kanadischen Union abspaltet.